# Catherine Serre
Catherine Serre (* 27. April 1954) ist eine französische Film- und Fernsehschauspielerin.

## Leben
Serre absolvierte das Konservatorium für schöne Künste in Nizza und hatte zumindest auch ein begonnenes Medizinstudium. Ihre bekanntesten Rollen sind die der Gräfin Labinski, eines von Drax’ Girls, in der James-Bond-Verfilmung Moonraker und ihr Auftritt im französischen Film Louis und seine verrückten Politessen mit Louis de Funès. In diesem Film trat ihre Moonraker-Schauspielkollegin Nicaise Jean-Louis, dort ebenfalls eines der Drax-Girls, ebenfalls als eine der Politessen auf. Außerdem erschien Catherine Serre auch im Playboy.

## Filmografie
- 1972: Les témoins (Fernsehfilm)
- 1976: La situation est grave... mais pas désespérée
- 1978: Das Freudenhaus in der Rue Provence (One, Two, Two : 122, rue de Provence)
- 1979: Le gagnant
- 1979: James Bond 007 – Moonraker – Streng geheim (Moonraker)
- 1979: Les givrés
- 1980: Mein Onkel aus Amerika (Mon oncle d’Amérique)
- 1980: Je vais craquer!!!
- 1980: Un pas dans la forêt (Fernsehfilm)
- 1981: Exil (Miniserie)
- 1981: Cinéma 16 (Fernsehserie, eine Folge)
- 1981: Pétrole! Pétrole!
- 1981: Ne me parlez plus jamais d'amour (Kurzfilm)
- 1982: Louis und seine verrückten Politessen (Le gendarme et les gendarmettes)
- 1982: Allô oui? J'écoute! (Fernsehfilm)
- 1983: Merci Sylvestre (Fernsehserie, eine Folge)
- 1984: Disparitions (Fernsehserie)